# Astragalus cryptobotrys
Astragalus cryptobotrys är en ärtväxtart som beskrevs av Ivan Murray Johnston. Astragalus cryptobotrys ingår i släktet vedlar, och familjen ärtväxter. Inga underarter finns listade i Catalogue of Life.